# Мыкытей, Мария Дмитриевна
Мария Дмитриевна Мыкытей (1931 год, Заставна, цинут Сучава, Королевство Румыния — 1996 год, Черновицкая область, Украина) — советская колхозница, Герой Социалистического Труда (1950). Депутат Верховного Совета Украинской ССР.

## Биография
Родилась в 1931 году в крестьянской семье в городе Заставна, Королевство Румыния (сегодня — Заставновский район Черновицкой области, Украина). С 13-летнего возраста начала свою трудовую деятельность. После Великой Отечественной войны вступила в колхоз имени 29-летия Советской власти. Была назначена звеньевой свекловодческого звена.
В 1949 году свекловодческое звено под руководством Марии Мыкытей собрало по 629 центнеров сахарной свеклы с каждого гектара с участка площадью 3 гектара. За этот доблестный труд она была удостоена в 1950 году звания Героя Социалистического Труда.
В 1950 году звено Марии Мыкытей собрало 654 центнеров сахарной свеклы с каждого гектара с участка площадью 3,5 гектаров. За этот трудовой подвиг она была награждена вторым Орденом Ленина.
Закончив в Черновцах школу по подготовке колхозных кадров, работала в правлении колхоза имени Кирова.
Избиралась депутатом Верховного Совета УССР.

## Награды
- Герой Социалистического Труда — указом Президиума Верховного Совета СССР от 7 июня 1950 года;
- Орден Ленина (1950);
- Орден Ленина — награждена 26 апреля 1951 года.
- Орден Трудового Красного Знамени